# M901
El M901 ITV (Improved TOW Vehicle) es un vehículo blindado, tipo cazacarros de los Estados Unidos diseñado para portar un lanzamisiles doble M220 TOW.  Está basado en el chasis del M113

## Equipo
El M901 ITV proporciona a la tripulación protección ante armas de fuego pequeñas y fragmentos de artillería. El jefe de escuadra tiene un ángulo de visión de 270 grados a través del periscopio. El tirador tiene la capacidad para ver durante el día y la noche pudiendo realizar el seguimiento de objetivos, y proporciona coberturas de 360 grados en azimut y elevaciones de entre +35 y -30 grados. El ITV monta un trípode TOW, que configurado para el sistema de tierra puede ser desmontado entre tres a cinco minutos. Además, el ITV puede vadear pequeños cuerpos de agua y es transportable por aire. Tiene las siguientes características:
- Un completo M220 TOW estibado y amarrado a los soportes de montaje fijo.
- El radar de seguimiento de día/noche, (AN/TAS-4 o AN/TAS-4a) es montado al frente de la torreta.
- Un sistema de guía de misiles, que también se conecta en la base de la torreta.
- Un lanzamisiles doble M220 TOW
- Lanzagranadas de humo M243.
- Una ametralladora de 12,7 mm

El sistema es capaz de disparar 2 misiles sin recargar y lleva 10 misiles TOW almacenados. La recarga se realiza mediante la inclinación del aparato, de modo que la tripulación pueda llegar a la torreta a través de la escotilla del techo trasero del transporte. El lanzador  de misiles dirigidos está en el extremo de un brazo pivotante que eleva el conjunto de lanzadores para el disparo. Cuando estiba, la torreta se dirige hacia abajo y hacia la parte trasera del vehículo. Una limitación importante del M901 es que es prácticamente incapaz de moverse, mientras que la torreta está en posición de disparo, e incapaz de hacer fuego mientras está en su posición de estiba.  Una maniobra común en todos los M901 es mover el vehículo cuándo la torreta se encuentra en la posición de carga, reduciendo así la cantidad de tiempo para obtener la torreta en una posición de fuego frente a la posición de estiba. El paso del fuego a la posición de estiba, es un procedimiento que tarda varios segundos y una cierta habilidad por parte del operador.

## Variantes
| Designación | Descripción                                                           |
| ----------- | --------------------------------------------------------------------- |
| M901        | emplea el M220A1 TOW                                                  |
| M901A1      | emplea el M220A1 TOW 2                                                |
| M901A3      | emplea el M220A2 TOW 2 mejora los controles del conductor del M113A3. |

## Operadores
- Estados Unidos:
- Egipto:
- Marruecos:
- Portugal:
- Grecia:
- Filipinas:
- Tailandia:
- Túnez: